# 八爪椅
八爪椅也稱為情趣椅（英語：love chair），八爪章魚椅或情趣八爪椅，是一種情趣傢具，外型類似婦產科的診療椅，方便男性或女性在性交時躺臥，而且有扶手可以支撐雙腿，為許多不同的性交體位或前戲設計，女性裸體躺臥在八爪椅上時，會使外陰部完全暴露在外，便於前戲挑逗，且有設計配合女性腿部的支架，女性腿部比較省力，為其特點。
八爪椅常見於情侶酒店，也在一些日本成人影片中出現（特別是一些有孕婦的成人影片）。最早期的八爪椅有八個腳向外延伸，後來較多人使用的是第五代或第六代，有電動調整及按摩功能。
八爪椅的來源有幾種不同的說法，有說法認為是台灣自行研發的，發明者可能是台灣中部的婦女許毓容，也有說法認為是由日本引進的。也有说法认为是法国家具制造商在20世纪初为爱德华七世设计的。

## 外部連結
- Motel八爪椅土包體驗記!! （页面存档备份，存于）
- 八爪椅使用圖解(10p) （页面存档备份，存于）